# Proklamationstag

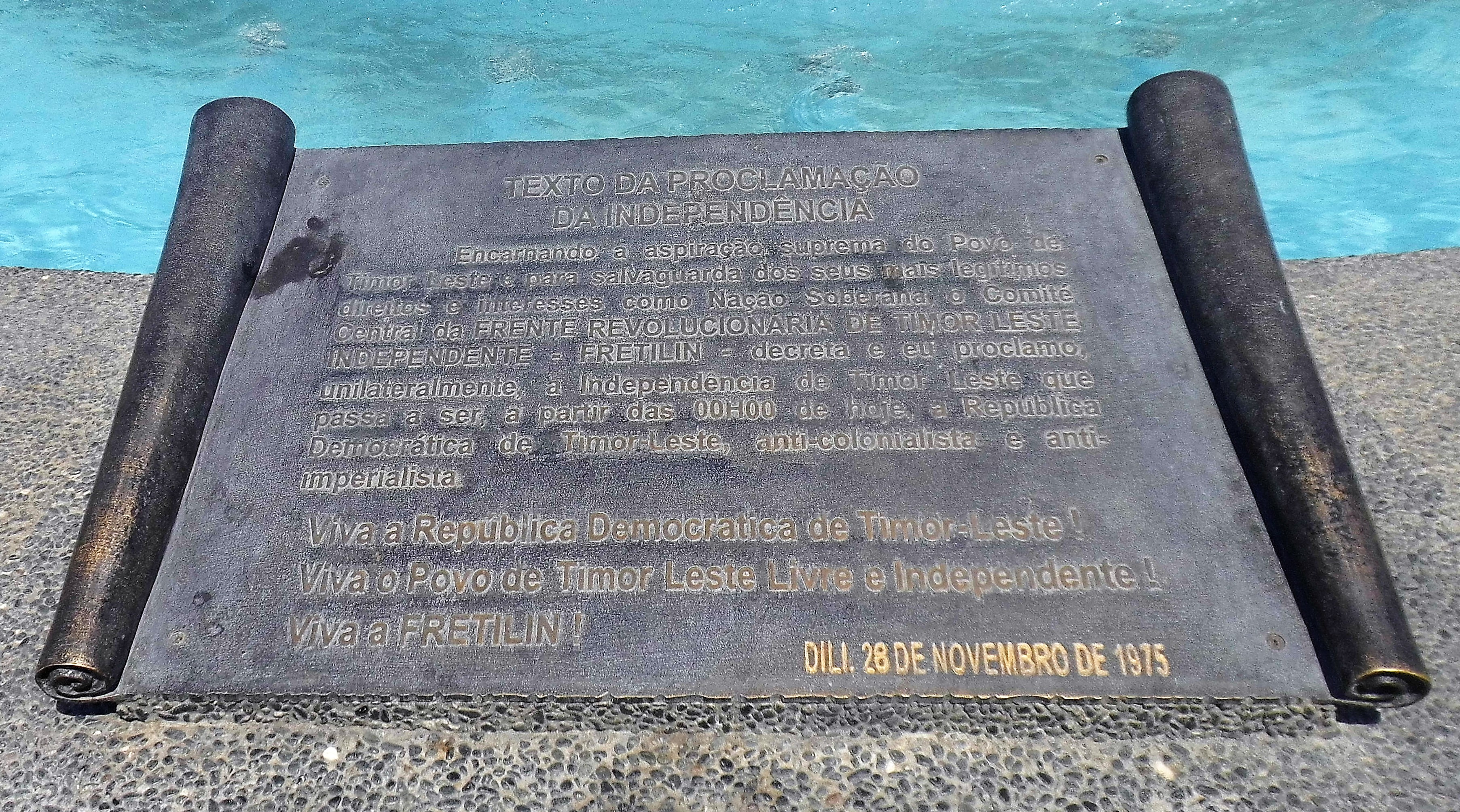
Text der Unabhängigkeitsproklamation am Denkmal für Francisco Xavier do Amaral

Der Proklamationstag oder Tag der Proklamation der Unabhängigkeit (portugiesisch Dia da Proclamação da Independência) am 28. November ist ein nationaler Feiertag in Osttimor.
Die Verfassung Osttimors erklärt im Teil 1, Sektion 1, Absatz 2 „Der 28. November 1975 ist der Tag der Proklamation der Unabhängigkeit der Demokratischen Republik Osttimor.“ An diesem Tag erklärte die Partei FRETILIN einseitig die Unabhängigkeit Osttimors von der Kolonialmacht Portugal. Man hoffte, dadurch Unterstützung gegen die drohende Invasion Indonesiens zu erhalten, doch neun Tage später besetzte Indonesien die Landeshauptstadt Dili und annektierte im darauffolgenden Jahr Osttimor als seine Provinz. International wurde Osttimor als „portugiesisches Territorium unter indonesischer Verfassung“ angesehen. 1999 kam Osttimor unter Verwaltung der Vereinten Nationen und wurde am 20. Mai 2002 in die Unabhängigkeit entlassen. Der Nationalfeiertag am 20. Mai wird offiziell Tag der Wiederherstellung der Unabhängigkeit genannt.
Nach Gesetz 10/2005, Artikel 3 ist es Bürgerpflicht für alle Bürger, insbesondere Studenten, Beamte und Angestellte im Öffentlichen Dienst an den Feierlichkeiten und Gedenkzeremonien zum Proklamationstag teilzunehmen, die in Ämtern und privaten und öffentlichen Bildungseinrichtungen stattfinden.

Nationale Feierlichkeiten zum Proklamationstag am 28. November 2015 in Oe-Cusse Ambeno
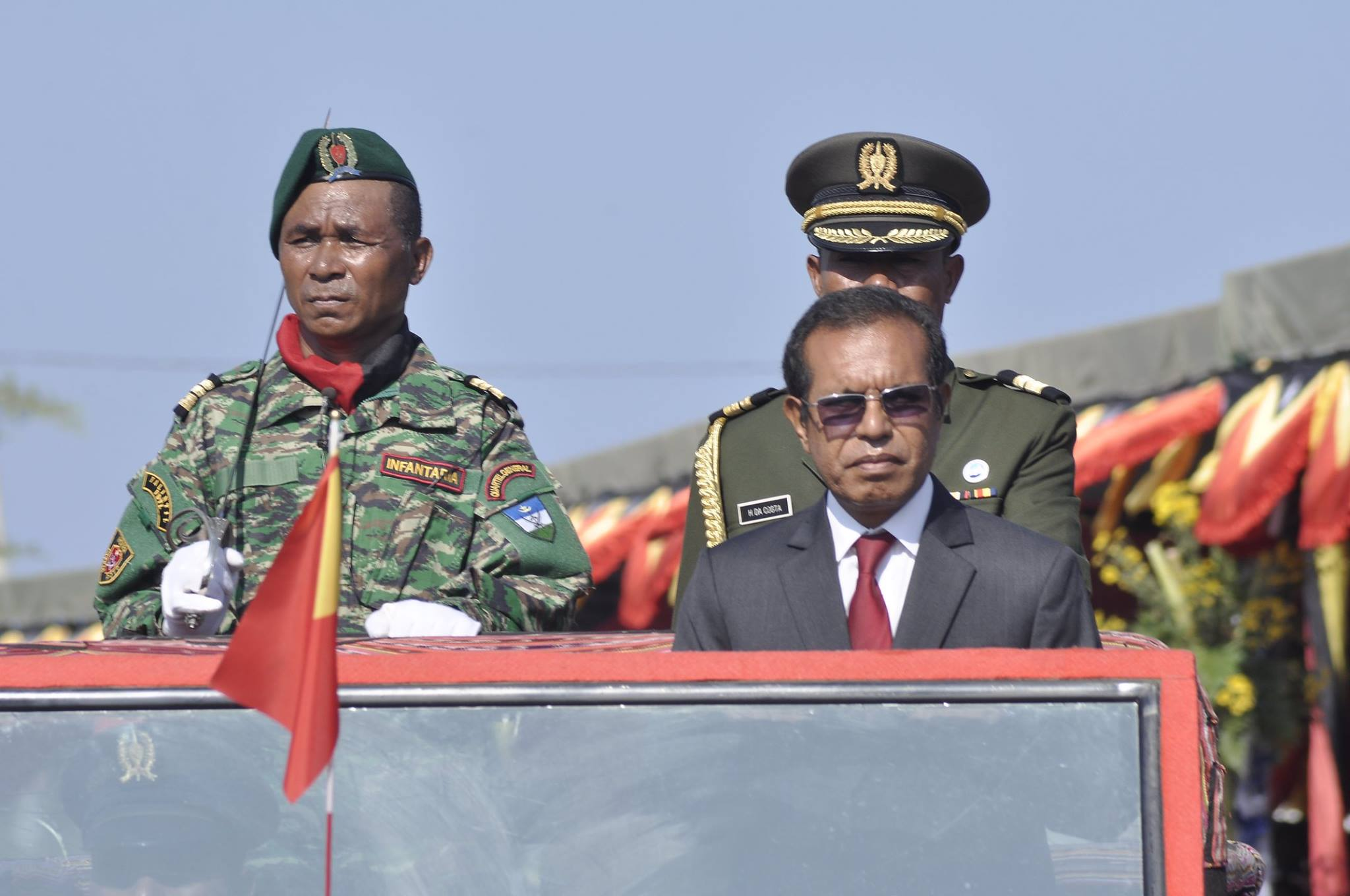
Präsident Taur Matan Ruak
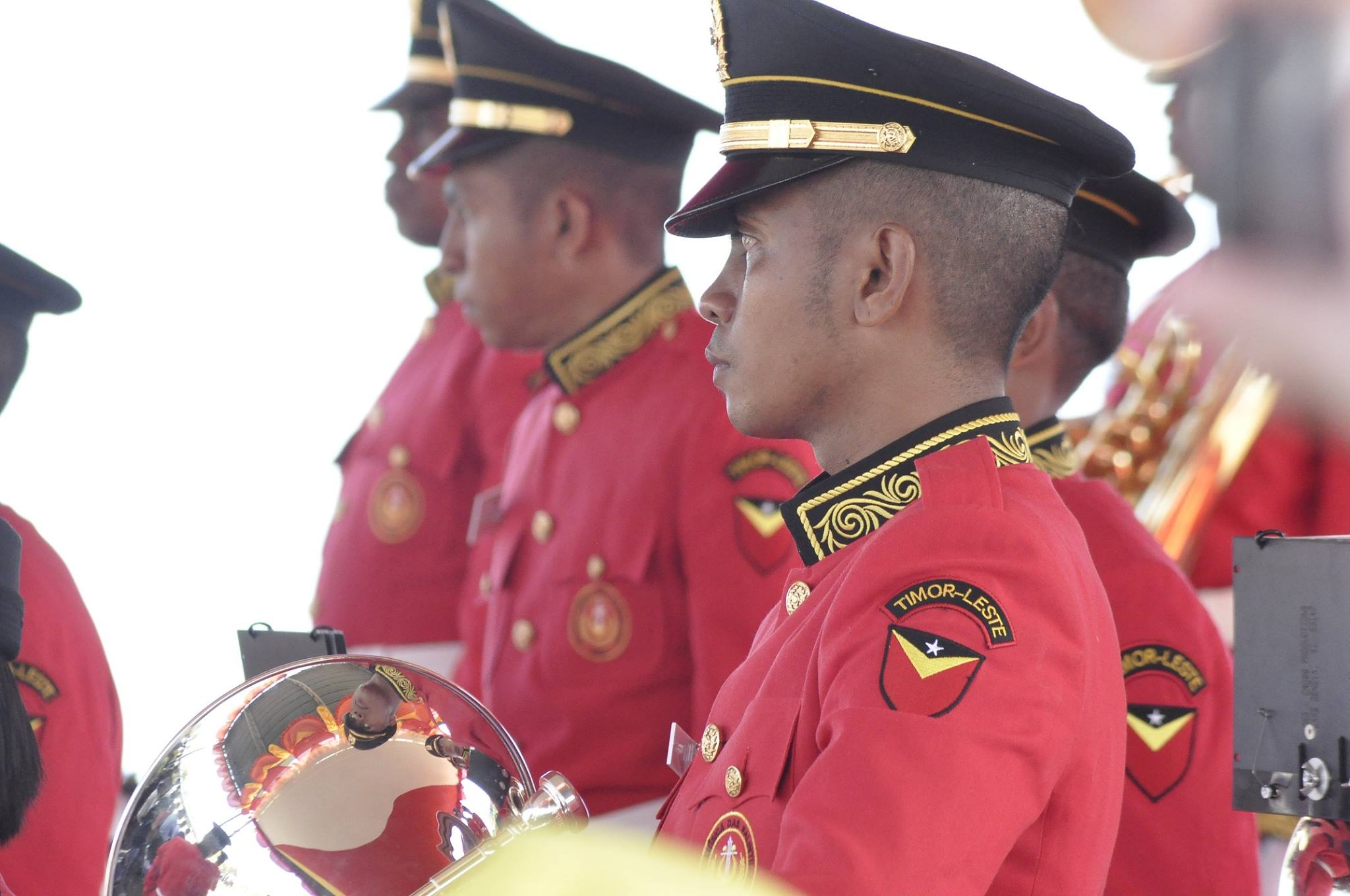
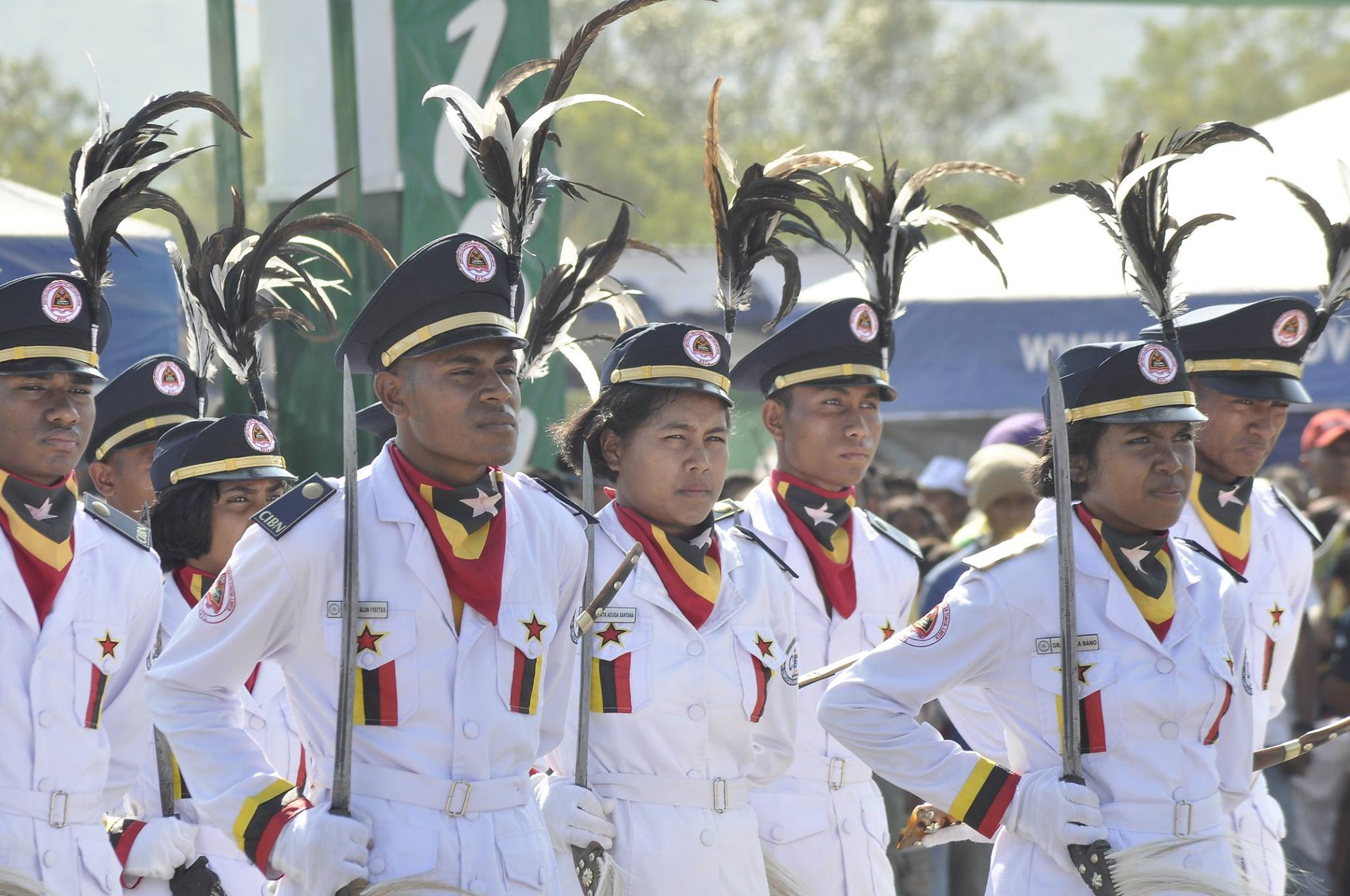
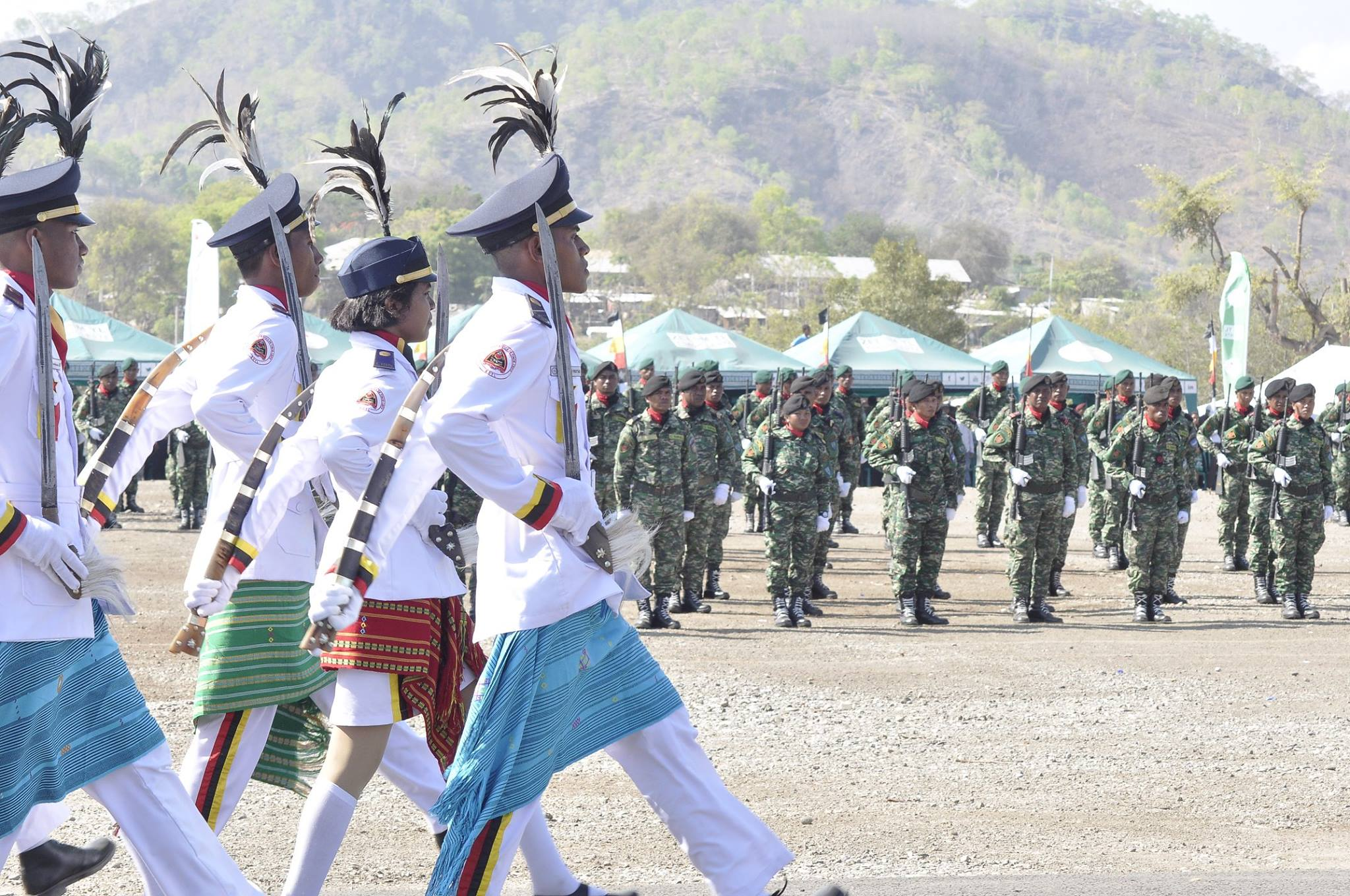
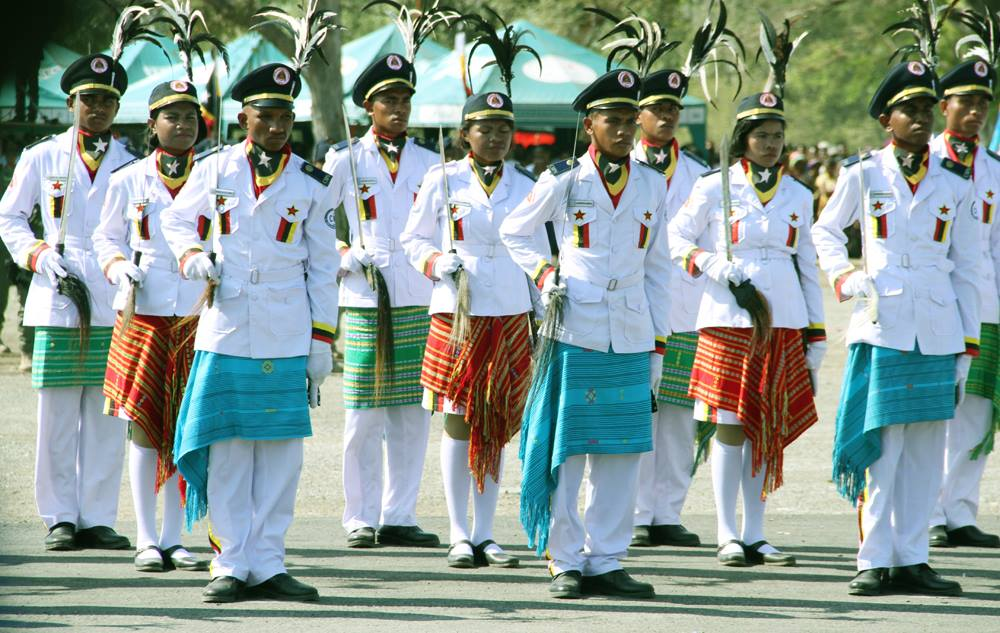
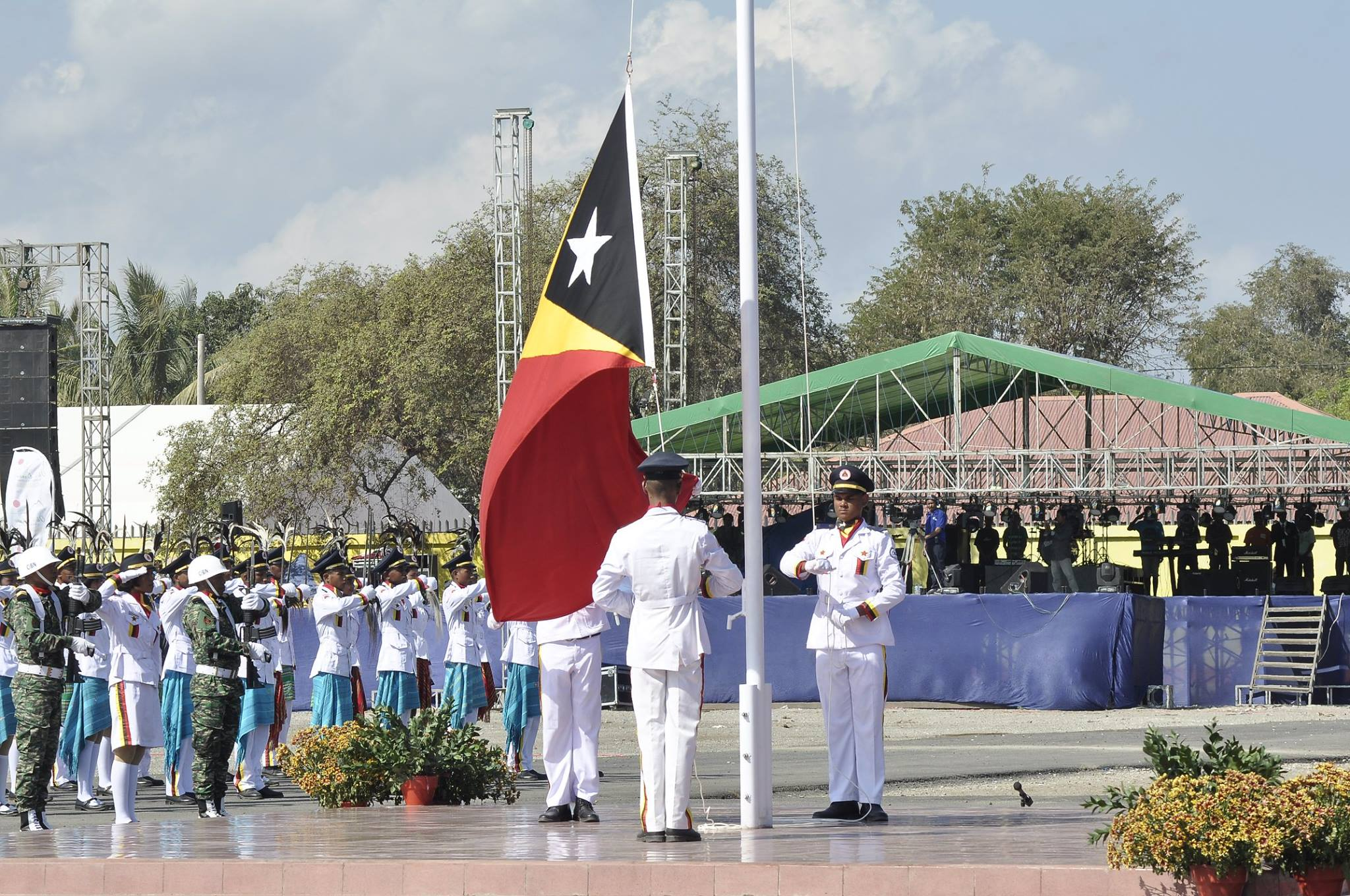
Setzen der Nationalflagge